# Rosa multiflora
Rosa multiflora (rosa bebé, rosa vagabunda) es una especie de rosa nativa del este de Asia, en China, Japón,  Corea.

## Descripción
Es un arbusto ascendente trepador sobre otras plantas hasta  3-5 m, con sólidas ramas sarmentosas, y con espinas recurvadas (a veces ausentes).  Hojas  5-10 cm de largo, compuestas, con 5-9 folíolos ovales, dentados, opacos, generalmente aterciopelados; y estípulas correosas.  Flores producidas en grandes corimbos, cada flor pequeña, 1,5-4 cm de diámetro, blanca o rosa, estambres amarillos, flores reunidas en racimos piramidales. En la variedad "plena": flores dobles; fructifica temprano en el verano. Los escaramujos son rojizos a purpúreos, de 6-8 mm de diámetro.
Dos variedades se aceptan en Flora de China:
- Rosa multiflora var. multiflora. Flores blancas, 1,5-2 cm diámetro.
- Rosa multiflora var. cathayensis Rehder & E.H.Wilson. Flores rosas,  4 cm de diámetro.

### Cultivo y usos

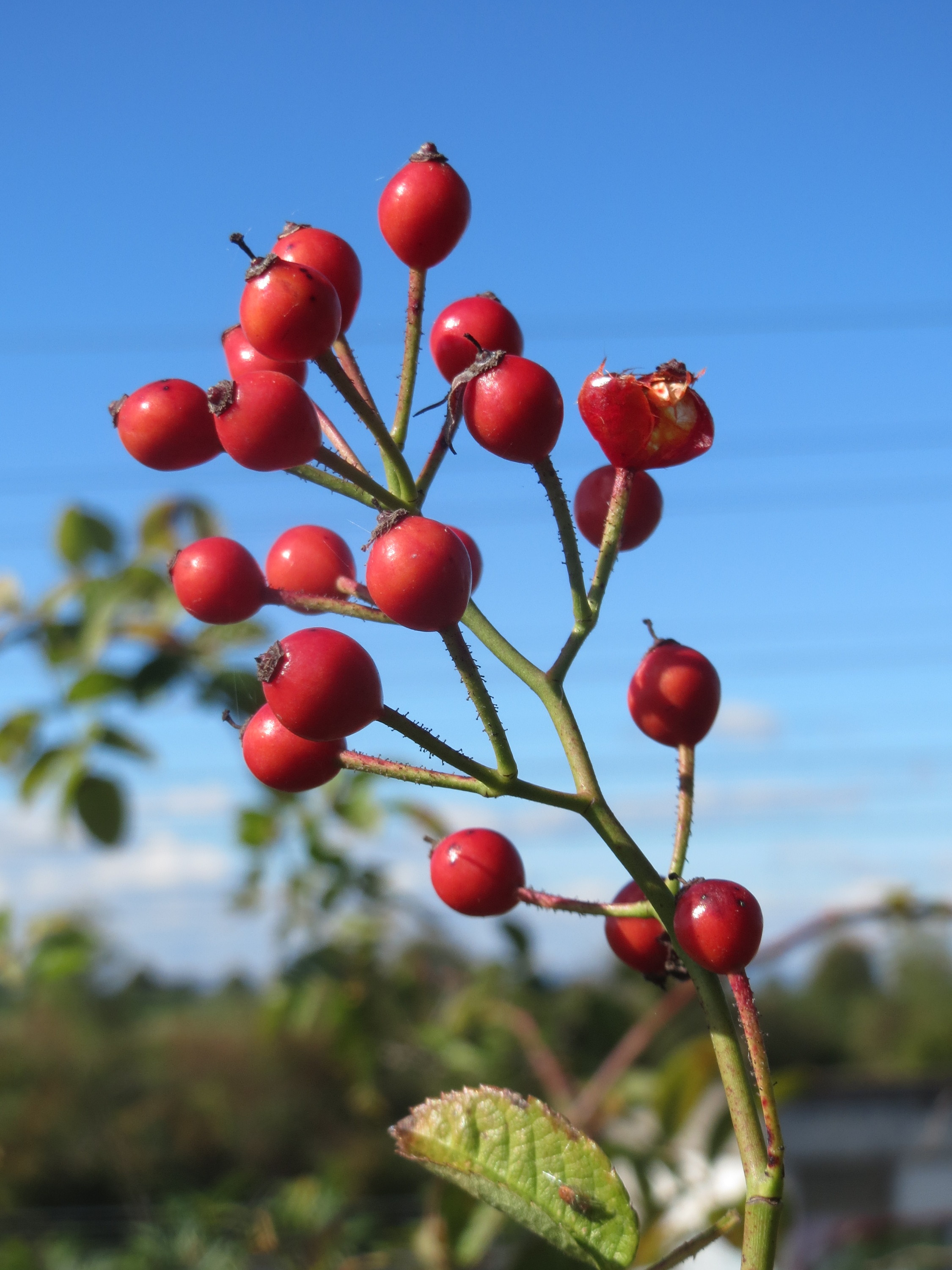
Frutos de la Rosa multiflora.

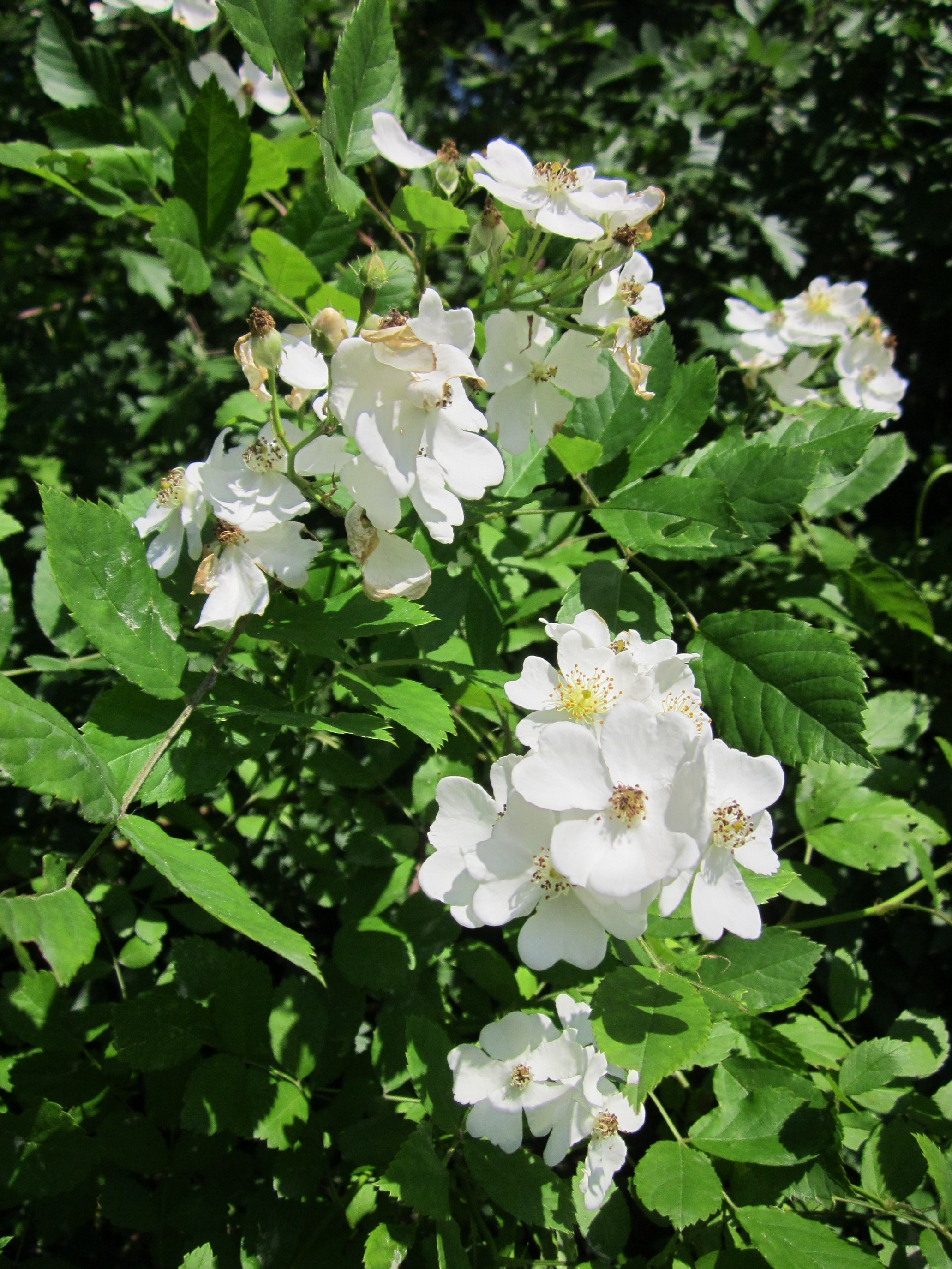
Vista de la planta

Rosa multiflora crece como planta ornamental, y también se usa como portainjerto para injertar cultivares de rosas ornamentales.
En el este de Norteamérica, Rosa multiflora  es considerada una especie invasora, aunque originalmente fue plantada como antierosión en conservación del suelo, y para atraer vida silvestre. Se la distingue de las rosas nativas americanas por sus grandes inflorescencias, dando múltiples flores y escaramujos, a veces más de una docena, mientras las spp. americanas dan solo una o pocas por rama.

Algunos clasifican a Rosa multiflora como "maleza". En áreas de pastoraje, esta rosa es generalmente considerada como una seria peste, aunque es un excelente forraje para ovejas. 

## Taxonomía
Rosa multiflora fue descrita por Carl Peter Thunberg y publicado en Systema Vegetabilium. Editio decima quarta 474. 1784.
Etimología
Rosa: nombre genérico que proviene directamente y sin cambios del latín rosa que deriva a su vez del griego antiguo rhódon,, con el significado que conocemos: «la rosa» o «la flor del rosal»
multiflora: epíteto latíno que significa "con muchas flores".
Variedades (algunas pendientes de ser aceptadas)
- Rosa multiflora var. adenochaeta (Koidz.) Ohwi ex H.Ohba
- Rosa multiflora var. calva Franch. & Sav.
- Rosa multiflora var. cathayensis Rehder & E.H.Wilson
- Rosa multiflora var. formosana Cardot
- Rosa multiflora var. mokanensis (H.L‚v.) Rehder
- Rosa multiflora var. platyphylla Thory
- Rosa multiflora var. trichogyma Franch. & Sav.
- Rosa multiflora var. uchiyamana Makino

Sinonimia
- Rosa mokanensis var. quelpaertensis (H.L‚v.) E.Willm.
- Rosa polyantha Siebold & Zucc.
- Rosa quelpaertensis H.L‚v.[4]

## Nombres comunes
- Castellano: rosa, rosa de enredadera, rosal, rosal de Borneo, rosal de enredadera, rosal de pitiminí.(el número entre paréntesis indica las especies que tienen el mismo nombre en España)[5]